# Speed Metal Hell
Speed Metal Hell è il nome di 3 album compilation, pubblicati tra il 1985 ed il 1987 dall'etichetta discografica New Renaissance Records.
Ogni album contiene pezzi proposti da vari gruppi musicali di genere metal.

## Tracce Vol. I (1985)
1. Savage Grace - Master of Disguise
2. Medieval - World War Four
3. Attila - Lucifers Hammer
4. Shinning - Black Winged Snake
5. Battle Brat - Henchman
6. Artillery - Hey Woman
7. Savage Grace - Fear My Way
8. Midnight Vice - Vice Squad
9. Stiletto - Through the Night
10. At War - Eat Lead
11. Executioner - Victims of Evil
12. Whiplash - Thrash till Death

## Tracce Vol. II (1986)
1. At War - Rapechase
2. Mayhem - Loving Tribute / Burned Alive
3. Samhain - Plague of Messiah
4. Anvil Bitch - Neckbreaker
5. Savage Thrust - Crown of Thorns
6. Deaththrash - Buried Alive
7. Aggression - Metal Slaughter
8. Tempter - Don't Get Mad... Get Evil
9. Flotsam and Jetsam - Hammerhead
10. Wargod - Day of Atonement
11. Outrage - Cracks Under the Ice
12. Post Mortem - Ready to Die

## Tracce Vol. III (1987)
1. Papsmear - Die Killing
2. Wehrmacht - Night of Pain
3. Necropolis - Silent Scream
4. Dream Death - Method to Madness
5. Regurgitation - Pesticide
6. Necrophagia - Power thru Darkness
7. Regurgitation - Laryngitis
8. Blood Feast - The Suicidal Mission
9. Prong - Disbelief
10. Metal Onslaught - Primal Scream
11. The Kill - Kill or Be Killed